# Теноч Уерта
Хосе Теноч Уерта Мехія (José Tenoch Huerta Mejía; нар. 29 січня 1981) — мексиканський актор. Він знявся в низці фільмів у Латинській Америці та Іспанії, а також в американському телесеріалі «Нарко: Мексика». Він зіграв роль Намора у фільму «Чорна пантера: Ваканда назавжди» (2022).

## Раннє життя
Уерта народився 29 січня 1981 року в місті Екатепек-де-Морелос (штат Мексика). Батько записав його на курс акторської майстерності до Марії Елени Салданьї, а пізніше Уерта навчався разом з Карлосом Торресом Торріхою та Луїсом Феліпе Товаром.
Його прабабуся по материнській лінії походила з народу науа, а прапрабабуся по батьківській лінії була пурепеча.

## Кар'єра
Уерта дебютував як другорядний персонаж у фільмі «Asi del precipicio» (2006). У 2009 році він з'явився у фільмі Кері Джоджі Фукунаги «Sin nombre» в ролі Лі'л Маго, лідера фракції Тапачула сумнозвісної банди Мара Сальватруча.
У 2015 році він з'явився в ролі Карлоса Мамані у фільмі про виживання в катастрофі «33». У 2018 році він почав грати роль наркобарона Рафаеля Каро Кінтеро у телесеріалі «Narcos: Mexico».
У 2021 році він з'явився в ролі Хуана у «Судній ночі назавжди», п'ятому фільмі франшизи «Чистка».
У 2022 році під час презентації фільму Marvel Studios «Чорна пантера: Ваканда назавжди» на Comic-Con у Сан-Дієго стало відомо, що Уерта приєднався до акторського складу, щоб зіграти Намора.

## Активізм
Теноч Уерта також відіграє роль антирасистського активіста, особисто зіткнувшись з расовими упередженнями та системною дискримінацією.

Уерта наголошує на важливості різноманітного та точного представлення кольорових людей у кіно та на телебаченні, стверджуючи, що різноманітне відображення сприяє створенню автентичних культурних наративів.
У 2022 році Уерта розширив свою активність, написавши книгу Orgullo Prieto (Чорна гордість). Книга заглиблюється в расистські конструкції в Мексиці та об'єднує особисті наративи, щоб забезпечити всебічне розуміння проблеми.
Того ж року Уерта виступив на Глобальному форумі ЮНЕСКО проти расизму та дискримінації. Його співпраця з ЮНЕСКО тривала до 2023 року, де він спілкувався з понад 2000 студентами, підкреслюючи необхідність визнання привілеїв, кидання викликів існуючим системам і потенціал колективних дій для здійснення змін.
Уерта також був учасником діалогу, скликаного Робочою групою ООН по боротьбі з расизмом дискусії, що проводилася з нагоди 75-ї річниці Загальної декларації прав людини.

## Звинувачення в сексуальному насильстві
У червні 2023 року Уерта звинуватили в сексуальному насильстві музиканткою та активісткою Марією Еленою Ріос. Ріос звинуватила його в тому, що він сексуальний хижак і що мексиканська активістська організація Poder Prieto навмисно захищає його. Уерта спростував ці звинувачення.

## Нагороди
Уерта став найкращим актором на фестивалі короткометражних фільмів у Мехіко за роль у фільмі Алонсо Руіспаласіоша Café paraíso.  Він також отримав п’ять номінацій на премію «Арієль», отримавши нагороду за найкращу чоловічу роль за роль у фільмі «Діас де Грасіа» у 2012 році. Уерта отримав нагороду NAACP Image Awards 2023 за роль другого плану за роль Намора у фільмі «Чорна пантера: Ваканда назавжди». 

## Фільмографія
| Рік       |    | Українська назва                           | Оригінальна назва                            | Роль                                          |
| --------- | -- | ------------------------------------------ | -------------------------------------------- | --------------------------------------------- |
| 2006      | ф  |                                            | Así del precipicio                           | мийник вікон                                  |
| 2007      | ф  |                                            | Malamados, en la soledad todo esta permitido | Аарон                                         |
| 2007      | ф  | Дефіцит                                    | La zona                                      | Маріо                                         |
| 2007      | ф  |                                            | Déficit                                      | Адан                                          |
| 2008      | ф  | Торговець сном                             | Sleep Dealer                                 | Девід Круз                                    |
| 2008      | кф |                                            | Café paraíso                                 | Галло                                         |
| 2008      | ф  | Дорога до слави                            | Casi divas                                   | Домінго                                       |
| 2008      | ф  |                                            | Nesio                                        | Ель Аранья                                    |
| 2008      | ф  |                                            | Soy mi madre                                 | Рамон                                         |
| 2008      | ф  |                                            | Sólo quiero caminar                          | Давід                                         |
| 2008      | с  | Кападокія                                  | Capadocia                                    | Тоньйо (2 серії)                              |
| 2009      | ф  | Без імені                                  | Sin nombre                                   | Ліль Маго                                     |
| 2009      | кф |                                            | El horno                                     | бойфренд                                      |
| 2010      | ф  |                                            | Marea alta                                   | Джеронімо                                     |
| 2010      | ф  |                                            | Depositarios                                 | Андрес                                        |
| 2010      | ф  |                                            | Chicogrande                                  | доктор Теран                                  |
| 2010      | кф |                                            | ¿Cómo has estado?                            | Обсмар                                        |
| 2010      | ф  | Пекло                                      | El Infierno                                  | Сатана                                        |
| 2010      | кф |                                            | Busco empleo                                 | Рамн                                          |
| 2010      | с  |                                            | Los Minondo                                  | Начо                                          |
| 2011      | кф |                                            | Cristeros y Federales                        | солдат                                        |
| 2011      | ф  | Дні благодаті                              | Días de gracia                               | вчитель / Лупе                                |
| 2011      | с  |                                            | El Encanto del Águila                        | Еміліано Сапата (5 серій)                     |
| 2012      | ф  |                                            | Vacaciones en el infierno                    | Карлос                                        |
| 2012      | ф  | Колосіо: Вбивство                          | Colosio: El asesinato                        | Хесус                                         |
| 2012      | кф |                                            | De tierra                                    | Хуліо                                         |
| 2012      | ф  |                                            | La vida precoz y breve de Sabina Rivas       | Хуан                                          |
| 2012      | кф |                                            | Penumbra                                     | ангел                                         |
| 2012      | с  | Хлороформ                                  | Cloroformo                                   | Ель Буфало (13 серій)                         |
| 2013      | кф |                                            | La banqueta                                  | Абель                                         |
| 2013      | ф  | Тримайся подалі від дверей, що зачиняються | Stand Clear of the Closing Doors             | Рікардо                                       |
| 2014      | ф  | Гуерос                                     | Güeros                                       | Сомбра                                        |
| 2014      | ф  | Таємниця Мерсі                             | Mercy                                        | Ель                                           |
| 2014      | ф  | Ескобар: Втрачений рай                     | Escobar: Paradise Lost                       | Ролдано                                       |
| 2014      | ф  | Найбільш затребуваний                      | El más buscado                               | Charro Misterioso / Alfredo Ríos Galeana      |
| 2015      | ф  | 33                                         | 33                                           | Карлос Мамані                                 |
| 2015      | ф  | Страсний тиждень                           | Semana Santa                                 | Чавес                                         |
| 2015      | ф  | Каміно                                     | Camino                                       | Алехо                                         |
| 2015      | ф  | 007: Спектр                                | Spectre                                      | мексиканець у ліфті                           |
| 2015      | ф  |                                            | Las Aparicio                                 | Хуан                                          |
| 2015—2016 | с  | Моцарт у джунглях                          | Mozart in the Jungle                         | Мануель (2 серії)                             |
| 2016      | ф  |                                            | La carga                                     | Франциско Тенамацтле                          |
| 2016      | ф  |                                            | Vive por mí                                  | Гавілан                                       |
| 2016      | с  | Поки я не зустрів тебе                     | Hasta que te conocí                          | Нерео (3 серії)                               |
| 2016—2017 | с  | Блакитний демон                            | Blue Demon                                   | Алехандро Муньос / Блакитний демон (65 серій) |
| 2017      | ф  |                                            | El silencio es bienvenido                    | солдат                                        |
| 2017      | ф  | Автор                                      | El autor                                     | Енріке                                        |
| 2017      | ф  | Тигри не бояться                           | Vuelven                                      | Ель Чіно                                      |
| 2017      | кф |                                            | Debris                                       | Армандо                                       |
| 2018      | ф  | Бельканто                                  | Bel Canto                                    | команданте Бенджамін                          |
| 2018      | с  | Тут, на Землі                              | Here on Earth                                | Адан Крус (8 серій)                           |
| 2018—2020 | с  | Нарко: Мексика                             | Narcos: Mexico                               | Рафаель Каро Кінтеро (11 серій)               |
| 2020      | ф  | Син монархів                               | Hijo de Monarcas                             | Мендель                                       |
| 2020      | ф  | Темні сили                                 |                                              | Франко                                        |
| 2021      | ф  | Судна ніч назавжди                         | The Forever Purge                            | Хуан                                          |
| 2022      | ф  | Матері                                     | Madres                                       | Бето                                          |
| 2022      | ф  | Чорна пантера: Ваканда назавжди            | Black Panther: Wakanda Forever               | Немор                                         |
| 2023      | с  | Обраний                                    | El Elegido                                   | Лемюель                                       |
| 2026      | ф  | Месники: Судний день                       | Avengers: Doomsday                           | Немор                                         |